# Walter Boos
Michael Walter Boos (Múnic, 22 de novembre de 1928 - †Grünwald, 22 de novembre de 1996) va ser un editor de cinema, director de cinema i guionista alemany.

## Vida i obra
Boos va començar com a voluntariat al Münchner Kammerspiele i va arribar al càrrec d'assistent de direcció. El 1946 va anar a Bavaria Film, on va treballar per primer cop com a ajudant de muntatge i el 1948 va actuar com a muntador per primera vegada. Va fer el muntatge cinematogràfic per a nombroses produccions, incloses diverses amb l'actor principal Heinz Rühmann.
A partir de 1956 va ser contractat temporalment com a ajudant de direcció, però per manca d'oportunitats va tornar a treballar com a redactor a la segona meitat dels anys 60, especialment a la televisió. Va ser només durant la revolució sexual que va poder afirmar-se com a director. Sobretot, nombrosos Report-Films, incloses moltes parts de la sèrie de pel·lícules d'extremada èxit Schoolgirl-Report, van al seu compte. En els últims anys de la seva carrera, Boos va tornar a la televisió com a editor.

## Filmografia
- 1948: Morgen ist alles besser (muntatge)
- 1949: Um eine Nasenlänge (assistent de direcció)
- 1949: Martina (muntatge)
- 1950: Falschmünzer am Werk (muntatge)
- 1950: Wer fuhr den grauen Ford? (muntatge)
- 1951: Hanna Amon (muntatge)
- 1952: Mönche, Mädchen und Panduren (muntatge)
- 1953: Die blaue Stunde (muntatge)
- 1953: Sterne über Colombo (muntatge)
- 1954: Männer im gefährlichen Alter (muntatge)
- 1954: Die Gefangene des Maharadscha (muntatge)
- 1954: Angst (muntatge)
- 1954: Die goldene Pest (muntatge)
- 1954: Gefangene der Liebe (muntatge)
- 1955: 08/15 – Im Krieg (muntatge)
- 1955: 08/15 – In der Heimat (muntatge)
- 1956: Kirschen in Nachbars Garten (muntatge, assistent de direcció)
- 1956: Das alte Försterhaus (muntatge, assistent de direcció)
- 1956: Wo die alten Wälder rauschen (muntatge)
- 1956: Weil du arm bist, mußt du früher sterben (assistent de direcció)
- 1957: Heute blau und morgen blau (muntatge, assistent de direcció)
- 1957: Nachts, wenn der Teufel kam (muntatge, assistent de direcció)
- 1957: Weißer Holunder (muntatge)
- 1958: Lilli – ein Mädchen aus der Großstadt (muntatge, assistent de direcció)
- 1958: Der Pauker (muntatge, assistent de direcció)
- 1959: Dorothea Angermann (muntatge, assistent de direcció)
- 1959: Arzt ohne Gewissen (muntatge)
- 1959: Ein Tag, der nie zu Ende geht (muntatge)
- 1959: Liebe auf krummen Beinen (muntatge, assistent de direcció)
- 1960: Das schwarze Schaf (pel·lícula) (muntatge, assistent de direcció)
- 1960: Faust (muntatge, assistent de direcció)
- 1960: Mein Schulfreund (muntatge, assistent de direcció)
- 1961: Mörderspiel (muntatge)
- 1961: Die Stunde, die du glücklich bist (assistent de direcció)
- 1962: Max, der Taschendieb (muntatge, assistent de direcció)
- 1962: Er kann’s nicht lassen (muntatge, assistent de direcció)
- 1962: Die blonde Frau des Maharadscha (muntatge)
- 1963: Meine Tochter und ich (muntatge)
- 1964: Vorsicht Mister Dodd (assistent de direcció)
- 1964: Ein Sarg aus Hongkong (muntatge, assistent de direcció)
- 1965: Situation Hopeless… But Not Serious (muntatge)
- 1966: Agent 505 – Todesfalle Beirut (assistent de direcció)
- 1966: Fünf vor 12 in Caracas (co-director)
- 1967: Kommissar Brahm (sèrie de televisió, direcció de 7 episodis)
- 1970: Schulmädchen-Report: Was Eltern nicht für möglich halten (muntatge, assistent de direcció)
- 1971: Jürgen Rolands St. Pauli-Report (assistent de direcció)
- 1972: Schulmädchen-Report. 3. Teil: Was Eltern nicht mal ahnen (direcció)
- 1972: Die jungen Ausreißerinnen – Sex-Abenteuer deutscher Mädchen in aller Welt (direcció)
- 1972: Krankenschwestern-Report (direcció)
- 1972: Liebe in drei Dimensionen (direcció)
- 1972: Mädchen, die nach München kommen (direcció)
- 1973: Der Ostfriesen-Report: O mei, haben die Ostfriesen Riesen (direcció)
- 1973: Schlüsselloch-Report (direcció)
- 1973: Schulmädchen-Report. 5. Teil: Was Eltern wirklich wissen sollten (direcció)
- 1973: Sex-Träume-Report (direcció)
- 1973: Urlaubsgrüße aus dem Unterhöschen (direcció)
- 1974: Charlys Nichten (direcció)
- 1974: Die Rache der Ostfriesen (direcció)
- 1974: Magdalena – vom Teufel besessen (direcció)
- 1975: Schulmädchen-Report. 9. Teil: Reifeprüfung vor dem Abitur (direcció)
- 1976: Schulmädchen-Report. 10. Teil: Irgendwann fängt jede an (direcció)
- 1977: … und die Bibel hat doch recht (muntatge)
- 1978: Schulmädchen-Report. 12. Teil: Junge Mädchen brauchen Liebe (direcció)
- 1978: Das Wirtshaus der sündigen Töchter (direcció)
- 1979: Die Schulmädchen vom Treffpunkt Zoo (direcció)
- 1979: Kesse Teens und irre Typen (direcció, guió)
- 1980: Drei Schwedinnen auf der Reeperbahn (direcció)
- 1980: Schulmädchen-Report. 13. Teil: Vergiß beim Sex die Liebe nicht (direcció)
- 1981: Nightfall (muntatge)